# Marsdenia sultanis
Marsdenia sultanis är en oleanderväxtart som beskrevs av Rudolf Schlechter. Marsdenia sultanis ingår i släktet Marsdenia och familjen oleanderväxter. Inga underarter finns listade i Catalogue of Life.